# Kćeri Milosrđa Trećeg Reda sv. Franje
Kćeri Milosrđa Trećeg Reda sv. Franje ili Družba kćeri milosrđa crkveni je red koji je utemeljila Marija Petković.
Na poticaj biskupa Josipa Marčelića 4. listopada 1920., Marija Petković sa svojih 5 suradnica ustanovila je u Blatu franjevačku redovničku družbu za odgoj siromašnih djevojčica i pomoć siromasima.
Na dan osnutka Družbe, prvih šest sestara svečano je odjeveno u redovničko ruho u župnoj crkvi Svih svetih u Blatu. Generalna kuća matica sa samostanskom crkvom Krista Kralja utemeljena je istoga dana.
Prva pravila Kongregacije donesena su 15. lipnja 1923. godine. Biskup Marčelić potvrdio je 18. lipnja 1928. pravila Kongregacije. Dana 21. studenog 1928. Marija Petković položila je vječne zavjete.
Godine 1928. Družba je dobila biskupijsko priznanje te je bila priključena Prvom franjevačkom redu, 1944. godine. Godine 1956. priznanjem Svete Stolice postala je Družbom papinskoga prava.

### Članci
- Režić, Ksenija. 2003. Blažena Marija od Propetog Isusa (1892.-1966.). Prva hrvatska blaženica. Crkva u svijetu. Sveučilište u Splitu - Katolički bogoslovni fakultet. Split. 38 (4): 582–591
- Lupis, Vinicije. 2014. Družba kćeri milosrđa i Blato na Korčuli do II. svjetskog rata. Crkva u svijetu. Sveučilište u Splitu - Katolički bogoslovni fakultet. Split. 38 (4): 329–351